# Himmelberg
Himmelberg is een gemeente in de Oostenrijkse deelstaat Karinthië, gelegen in het district Feldkirchen. De gemeente heeft ongeveer 2400 inwoners.

## Geografie
Himmelberg heeft een oppervlakte van 56,85 km². Het ligt in het zuiden van het land.

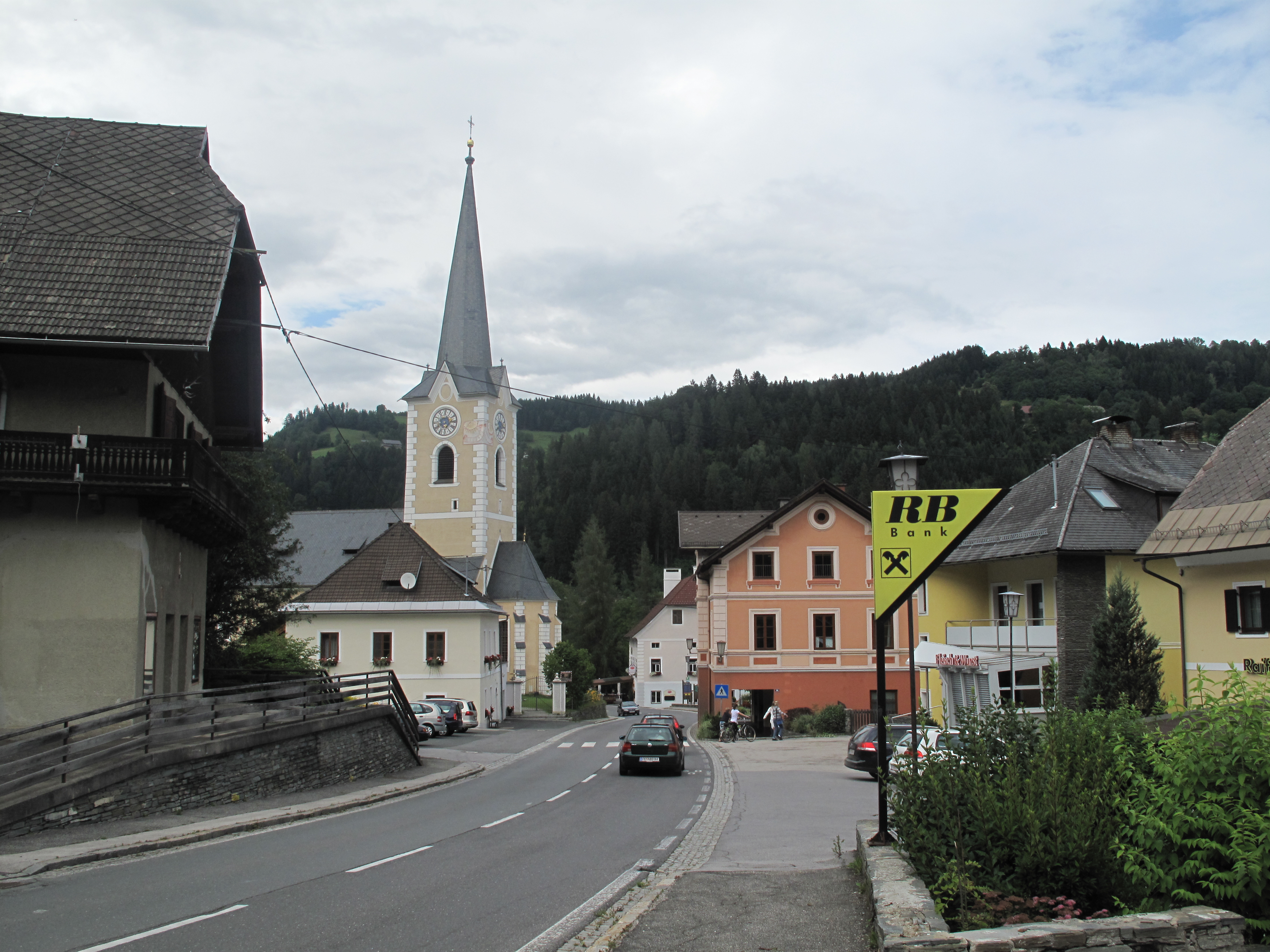
Himmelberg, de Pfarrkirche Heiliger Martin in straatzicht

Albeck · Feldkirchen · Glanegg · Gnesau · Himmelberg · Ossiach · Reichenau · Sankt Urban · Steindorf am Ossiacher See · Steuerberg
- Gemeinsame Normdatei: 7714800-9
- Virtual International Authority File: 241086538
- WorldCat: E39PBJjCMWX4dMx3kPC6BDr6rq